# Landkreis Melle

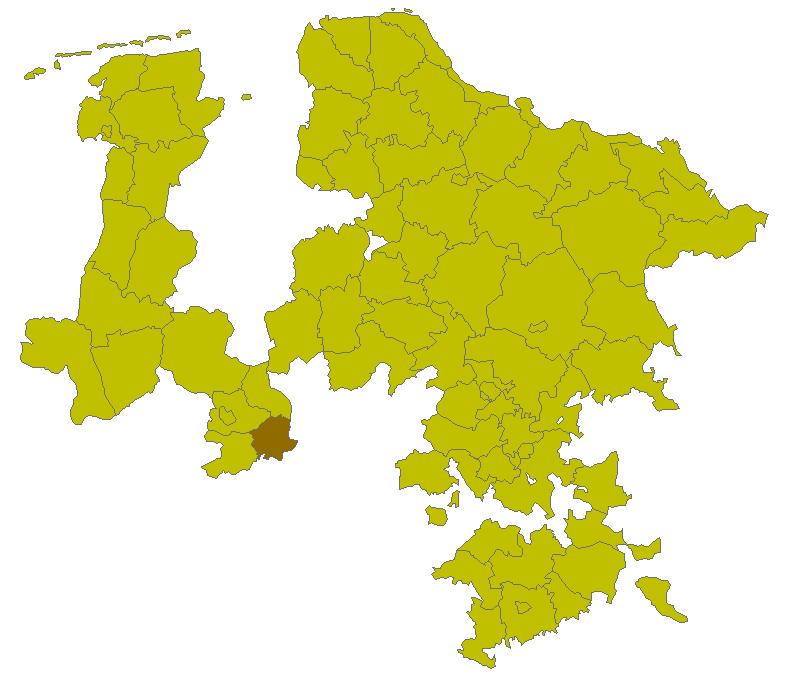
Lage des Kreises Melle in der Provinz Hannover

Gemeinden bis 1970 (Nummern, siehe umstehende Liste)

Gemeinden von 1970 bis 1972 (Nummern, siehe umstehende Liste)

Der Landkreis Melle war von 1885 bis 1972 ein Landkreis im Regierungsbezirk Osnabrück. Sein Gebiet gehört heute zum Landkreis Osnabrück in Niedersachsen.

## Nachbarkreise
Der Landkreis grenzte Anfang 1972 im Uhrzeigersinn im Westen beginnend an die Landkreise Osnabrück und Wittlage (beide in Niedersachsen) sowie an die Kreise Lübbecke, Herford und Halle (Westf.) (alle in Nordrhein-Westfalen).

## Geschichte
Der Landkreis wurde 1885 in der preußischen Provinz Hannover aus dem alten Amt Grönenberg und der Stadt Melle gebildet. Nach 1946 wurde der Landkreis Teil Niedersachsens. Im Zuge der Gebietsreform in Niedersachsen wurde er am 1. Juli 1972 in den Landkreis Osnabrück eingegliedert. Alle Gemeinden des Landkreises wurden in der Stadt Melle vereinigt.

### NS-Zeit
In der Weltwirtschaftskrise zu Beginn der 1930er Jahre gewann der Nationalsozialismus im strukturschwachen, überwiegend protestantischen Landkreis Melle schnell an Boden. Der Anteil der NSDAP-Wähler bei den Reichstagswahlen stieg von 0,9 % im Jahr 1928 über 18,4 % im November 1930 bis auf 41,5 % im März 1933. Gemessen am Anteil der NSDAP-Stimmen bei der Reichstagswahl März 1933 insgesamt kann der Landkreis Melle jedoch kaum als Hort 'brauner' Gesinnung bezeichnet werden. Die 41,5 % lagen unter dem Reichsdurchschnitt von 43,9 % und deutlich unter dem Anteil von NSDAP-Wählern im benachbarten Landkreis Wittlage (56,9 %). Schon im April 1933 wurde der bisherige Bürgermeister Hans Gerhard aus dem Amt entfernt. Im November 1935 wurde Helmut Lindemann neuer Bürgermeister von Melle. Er war zwar kein NSDAP-Mitglied, galt aber der Partei als genehm. Bis zu seinem Amtsantritt in Melle war er Bürgermeister in der Bergischen Gemeinde Marienheide. Während der NS-Zeit profitierten auch in Melle ansässige Unternehmen von Zwangsarbeitern. In Altenmelle, in der Grönenbergerstrasse 26, der Oldendorferstraße, im 'Kruse-Lager', dem 'Starcke-Lager' und 'Potts-Lager' sowie an weiteren Orten, wie der Meller Möbelfabrik waren insgesamt 458 Zwangsarbeiter in Zivilarbeitslagern untergebracht.

## Einwohnerentwicklung
| Jahr | Einwohner |
| ---- | --------- |
| 1885 | 24.667    |
| 1905 | 26.569    |
| 1925 | 27.396    |
| 1933 | 26.864    |
| 1939 | 27.424    |
| 1946 | 42.146    |

| Jahr | Einwohner |
| ---- | --------- |
| 1950 | 43.847    |
| 1956 | 39.654    |
| 1961 | 39.218    |
| 1970 | 40.851    |
| 1971 | 41.200    |

## Landräte
- 1872–1889 Conrad Hermann Albrecht von Wehrs
- 1889–1919 Otto von Pestel (1848–1919)
- 1919–1928 Ludwig von Bar (1886–1928)
- 1928–1934 Karl Gossel (1892–1966)
- 1934–1935 Karl Glehn
- 1935–1943 Hermann von der Forst
- 1943–1945 Gustav Lemke

## Gemeinden
Der Landkreis Melle hatte bis 1970 die folgende Gliederung (Einwohnerzahlen vom 6. Juni 1961):
| Einheitsgemeinde - Melle, Stadt (9.283) Samtgemeinde Buer 1. Barkhausen (346) 2. Buer (1.724) 3. Bulsten (120) 4. Düingdorf (650) 5. Holzhausen (164) 6. Hustädte (152) 7. Markendorf (585) 8. Meesdorf (380) 9. Sehlingdorf (197) 10. Tittingdorf (264) 11. Wehringdorf (240) 12. Wetter (521) Samtgemeinde Gesmold 1. Dratum-Ausbergen (449) 2. Gesmold (1.193) 3. Üdinghausen-Warringhof (314) 4. Wennigsen (357) Samtgemeinde Melle 1. Altenmelle (1.813) 2. Bakum (1.195) 3. Dielingdorf (176) 4. Drantum (491) 5. Eicken-Bruche (1.182)1 6. Eickholt (114) 7. Gerden (735) 8. Laer (461) 9. Niederschlochtern (158)2 10. Sondermühlen (291)3 | Samtgemeinde Neuenkirchen 1. Holterdorf (360) 2. Insingdorf (227) 3. Kerßenbrock (312) 4. Neuenkirchen (1.887) 5. Ostenfelde (193) 6. Redecke (164) 7. Schiplage (769) 8. Suttorf (428) Samtgemeinde Oldendorf 1. Föckinghausen (837) 2. Niederholsten (111) 3. Oberholsten (280) 4. Oldendorf (819) 5. Westerhausen (857) Samtgemeinde Riemsloh-Hoyel 1. Bennien (1.364) 2. Döhren (720) 3. Groß Aschen (420) 4. Hoyel (432) 5. Krukum (1.151) 6. Westendorf (222) 7. Westhoyel (281) Samtgemeinde Wellingholzhausen 1. Handarpe (282)4 2. Himmern (217) 3. Küingdorf (425) 4. Nüven (215) 5. Peingdorf (373) 6. Oberschlochtern (184)5 7. Uhlenberg (113) 8. Vessendorf (167) 9. Wellingholzhausen (1.857) |

1 Die Gemeinde Eicken-Bruche entstand 1929 durch den Zusammenschluss der beiden Gemeinden Eicken, Kirchspiel Buer und Eicken, Kirchspiel Melle sowie des Gutsbezirks Bruche.

2 Niederschlochtern hieß bis zum 6. März 1963 Schlochtern (Kirchspiel Sondermühlen)

3 Sondermühlen hieß bis zum 13. September 1962 Handarpe (Kirchspiel Sondermühlen )

4 Handarpe hieß bis zum 13. September 1962 Handarpe (Kirchspiel Wellingholzhausen)

5 Oberschlochtern hieß bis zum 6. März 1963 Schlochtern (Kirchspiel Wellingholzhausen)

Obige Gliederung hatte bis 1970 Bestand. Die Gebietsreform in Niedersachsen wurde im Landkreis Melle in zwei Schritten durchgeführt. Zunächst fanden am 1. Januar 1970 eine Reihe von Eingemeindungen statt:
- Die Mitgliedsgemeinden der Samtgemeinde Melle, d. h. Altenmelle, Bakum, Dielingdorf, Drantum, Eicken-Bruche, Eickholt, Gerden, Laer, Niederschlochtern und Sondermühlen wurden in die Stadt Melle eingegliedert.[12]
- Die Mitgliedsgemeinden der Samtgemeinde Wellingholzhausen, d. h. Handarpe, Himmern, Kerßenbrock, Nüven, Peingdorf, Oberschlochtern, Uhlenberg, Vessendorf und Wellingholzhausen wurden zur neuen Gemeinde Wellingholzhausen zusammengeschlossen.[13]
- Die Mitgliedsgemeinden der Samtgemeinde Riemsloh-Hoyel, d. h. Bennien, Döhren, Groß Aschen, Hoyel, Krukum, Westendorf und Westhoyel wurden zur neuen Gemeinde Riemsloh zusammengeschlossen.[14]

Die übrigen vier Samtgemeinden und deren 29 Mitgliedsgemeinden blieben zunächst bestehen. Von 1970 bis 1972 hatte der Landkreis die folgende Gliederung (Einwohnerzahlen vom 27. Mai 1970):
| Einheitsgemeinden 1. Melle, Stadt (16.107) 2. Riemsloh (4.708) 3. Wellingholzhausen (3.935) Samtgemeinde Buer (5.442) 1. Barkhausen (357) 2. Buer (1.820) 3. Bulsten (129) 4. Düingdorf (818) 5. Holzhausen (118) 6. Hustädte (146) 7. Markendorf (548) 8. Meesdorf (348) 9. Sehlingdorf (193) 10. Tittingdorf (265) 11. Wehringdorf (235) 12. Wetter (465) Samtgemeinde Gesmold (2.655) 1. Dratum-Ausbergen (421) 2. Gesmold (1.546) 3. Üdinghausen-Warringhof (321) 4. Wennigsen (367) | Samtgemeinde Neuenkirchen (4.648) 1. Holterdorf (334) 2. Insingdorf (217) 3. Kerßenbrock (354) 4. Neuenkirchen (2.234) 5. Ostenfelde (181) 6. Redecke (145) 7. Schiplage (768) 8. Suttorf (415) Samtgemeinde Oldendorf (3.356) 1. Föckinghausen (1.058) 2. Niederholsten (117) 3. Oberholsten (246) 4. Oldendorf (948) 5. Westerhausen (987) |

Im Jahre 1972 wurde der Landkreis aufgelöst, alle Gemeinden zur Stadt Melle zusammengefasst und diese dem Landkreis Osnabrück zugeordnet.

## Kfz-Kennzeichen
Am 1. Juli 1956 wurde dem Landkreis bei der Einführung der bis heute gültigen Kfz-Kennzeichen das Unterscheidungszeichen MEL zugewiesen. Es wurde bis zum 11. Oktober 1972 ausgegeben. Durch die Kennzeichenliberalisierung ist es seit dem 11. Juni 2018 im Landkreis Osnabrück erhältlich.